# Cerinomyces albosporus
Cerinomyces albosporus är en svampart som beskrevs av Boidin & Gilles 1986. Cerinomyces albosporus ingår i släktet Cerinomyces och familjen Dacrymycetaceae.   Inga underarter finns listade i Catalogue of Life.